# Rezolucja Rady Bezpieczeństwa ONZ nr 177
Rezolucja Rady Bezpieczeństwa ONZ nr 177 została przyjęta jednomyślnie 15 października 1962 r.
Po przeanalizowaniu wniosku Ugandy o członkostwo w Organizacji Narodów Zjednoczonych, Rada zaleciła Zgromadzeniu Ogólnemu przyjęcie tego państwa do swojego grona.

## Źródło
- UNSCR - Resolution 177